# Sucre (stát)
Sucre je jeden ze 23 spolkových států Venezuely. Má rozlohu 11 800 km² a žije v něm 896 921 obyvatel. Hlavním městem státu je Cumaná. Nachází se na severu až severovýchodě země na pobřeží Karibského moře, díky čemuž bylo území tohoto státu prvním územím dnešní Venezuely, které na které doplul mořeplavec Kryštof Kolumbus. Z hlediska populace i rozlohy jde o středně velký stát. Státem protéká řeka Manzanares.

## Galerie

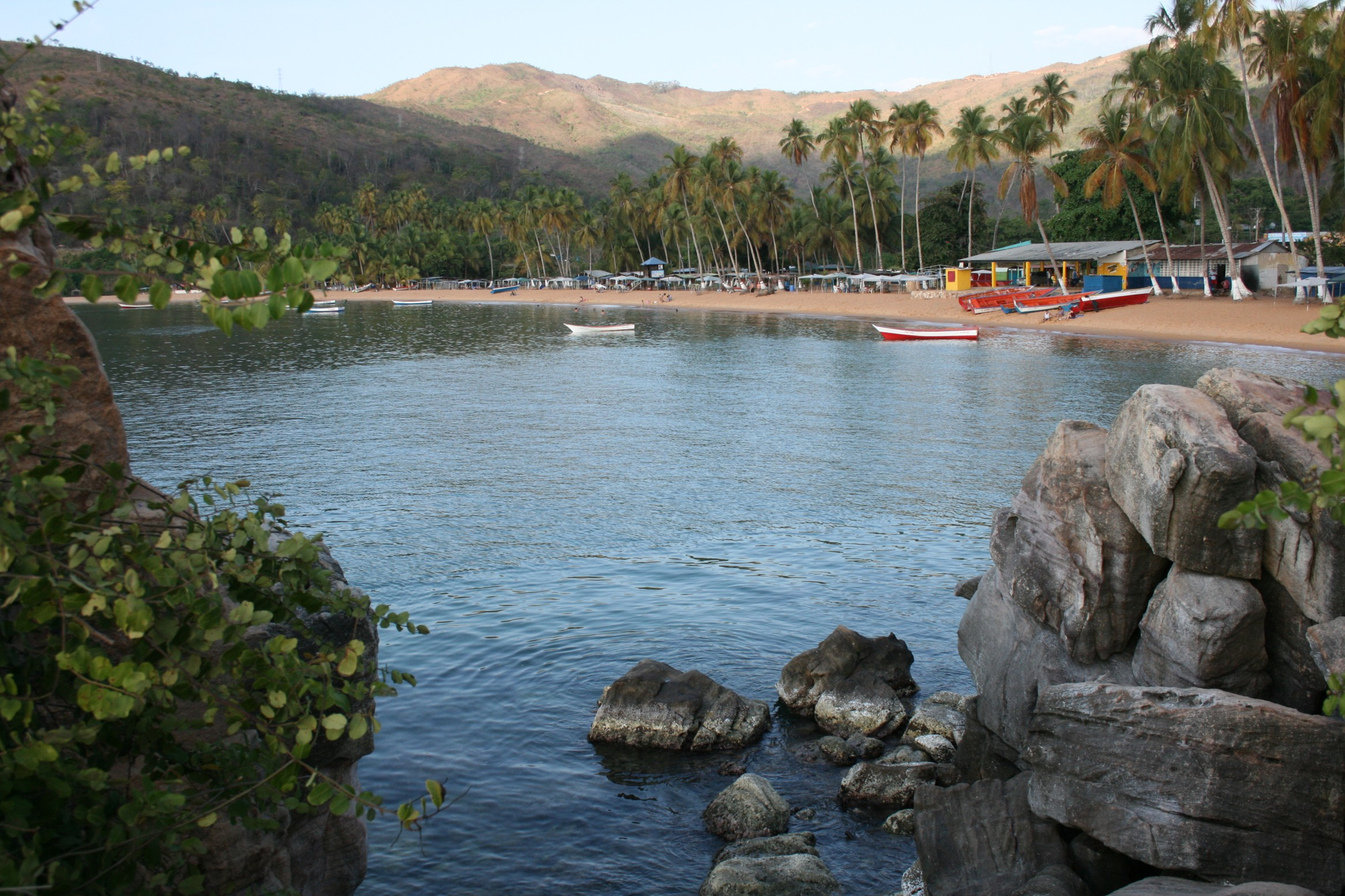
Pohled na Playa Colorada
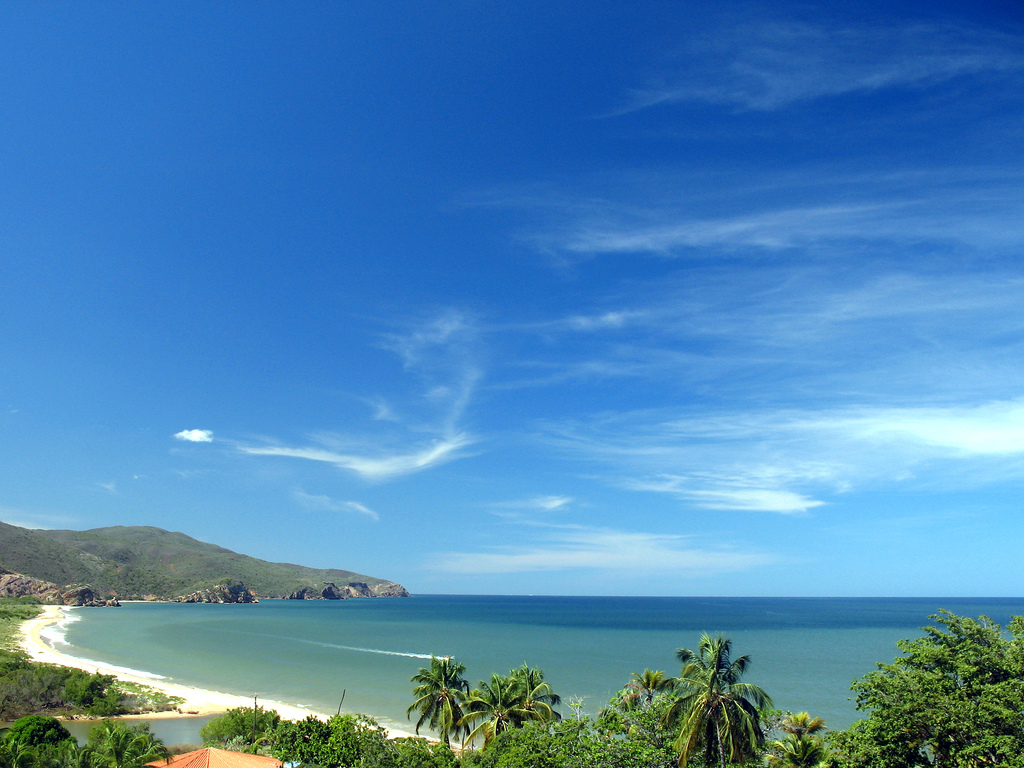
Pláž ve městě Cumaná
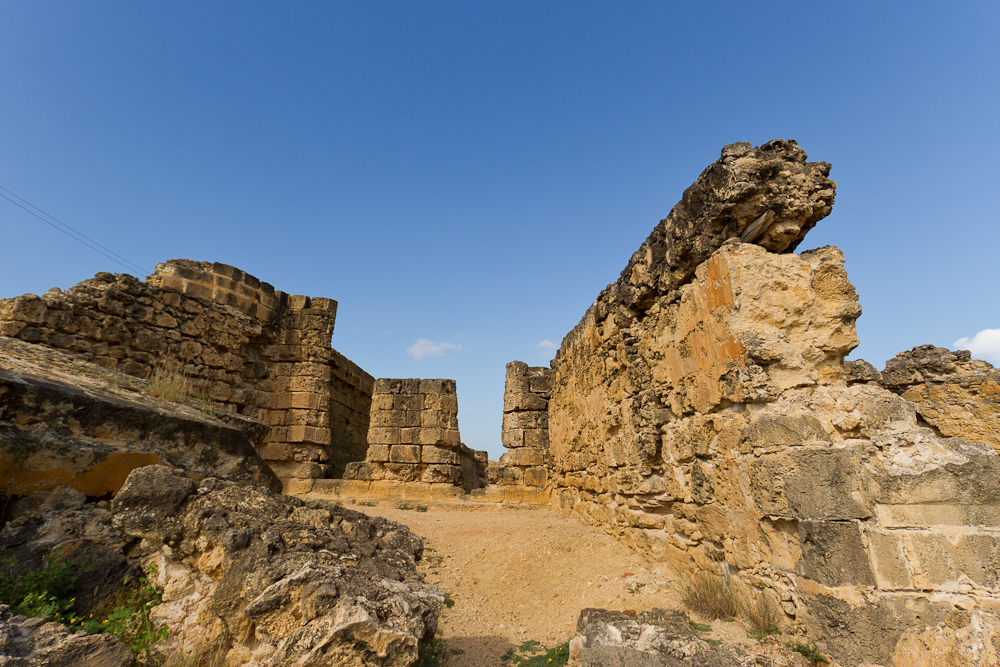
Hrad v Arayaře
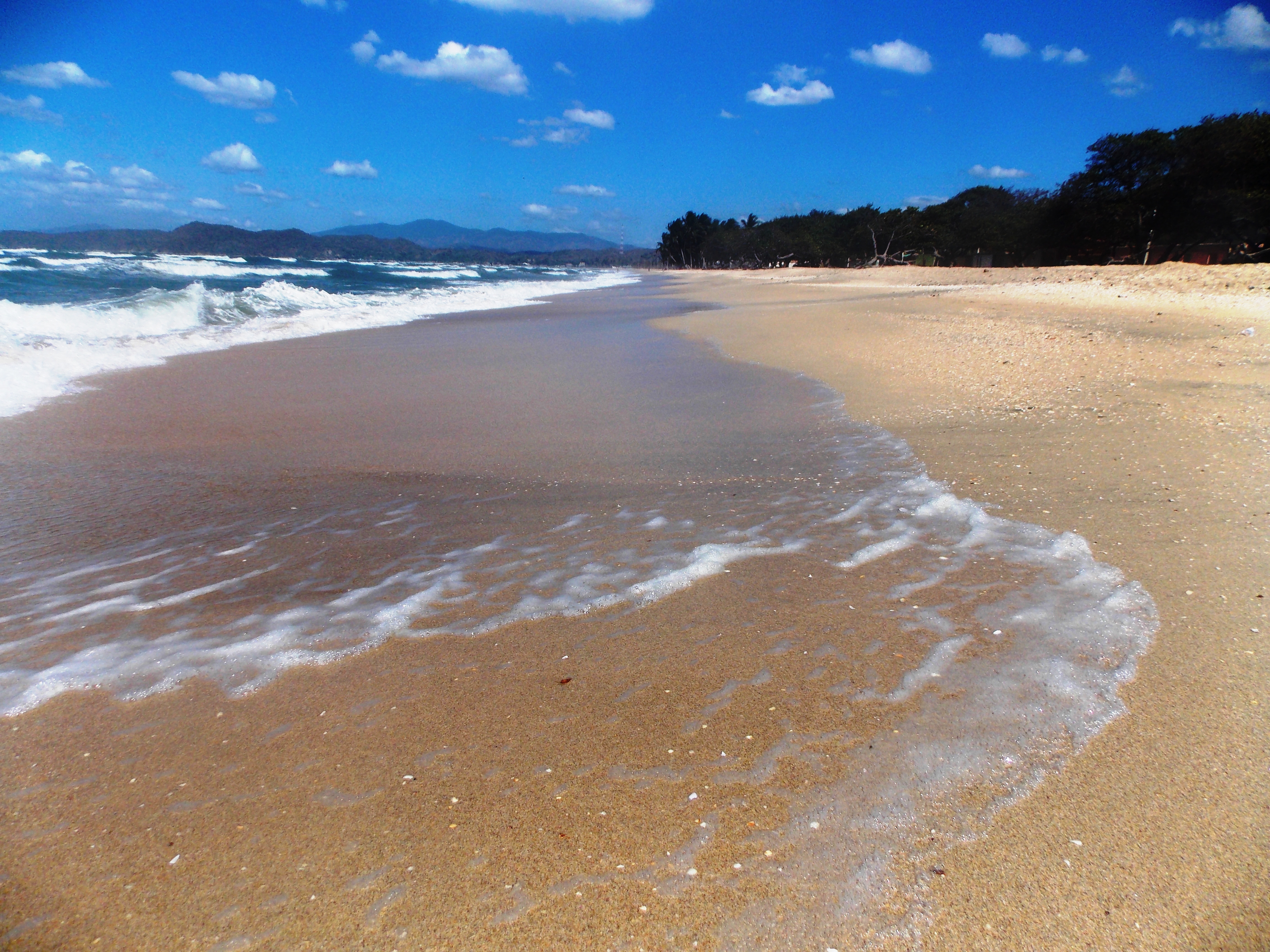
Pláž Uvero
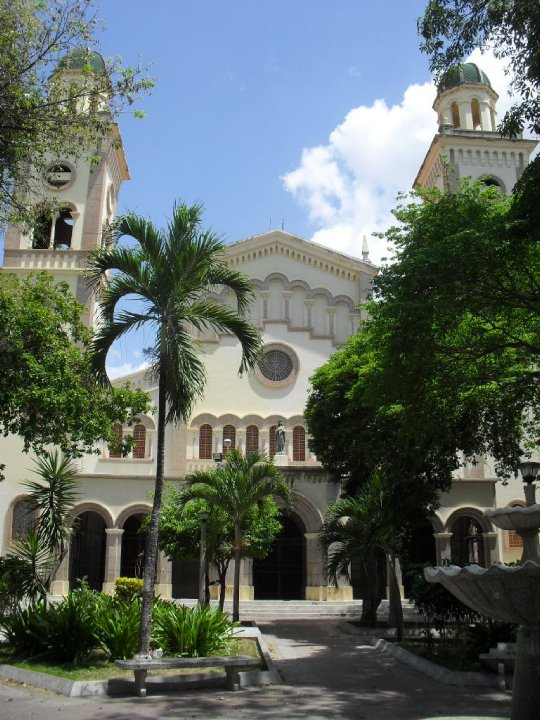
Katedrála v Carupanu